# Monografia open access
Una monografia open access è una pubblicazione accademica rilasciata e condivisa in modalità Open Access, che consente la consultazione, riproduzione e libero riutilizzo del suo contenuto.
I titoli sono di frequente rilasciati con una licenza Creative Commons o di tipo public-domain-equivalent, secondo i principi stabiliti nella Dichiarazione di Berlino nel 2007, mentre procede un dibattito fra autori per una maggior tutela dell'originalità delle opere da un punto di vista non esclusivamente economico.

## Storia
Al 2011 circa il 50% dei titoli pubblicati era disponibile in modalità Open Access. Per quanto riguarda le monografie a contenuto aperto, invece, esse non avevano destato lo stesso interesse e diffusione.
Nel 2015, l'Higher Education Funding Council for England, il principale soggetto di diritto pubblico che si occupa del finanziamento della ricerca di base, ha pubblicato un report il quale afferma che "le monografie sono un mezzo distintivo e di vitale importanza per la diffusione della comunicazione della ricerca e devono essere sostenute in tutti passaggi nella direzione dell'accesso aperto".

## Modelli
Come per le riviste accademiche di tipo Open Access, è possibile la scelta fra diversi modelli di business non alternativi: un contributo alle spese di pubblicazione a carico degli autori (article publication charges), il supporto delle istituzioni, la creazione di consorzi editoriali e di case editrici universitarie nei locali degli atenei.

## Esempi
La OECD Publishing, casa editrice di riferimento per l'OCSE, adotta un modello cosiddetto freemium, che rende gli e-book gratuitamente disponibili su Internet, con l'obbiettivo di incentivare l'acquisto del formato cartaceo. Tale assunto è stato confermato da alcune ricerche scientifiche.

Open Book Publishers e Open Humanities Press sono due case editrici che pubblicano esclusivamente in modalità Open Access: la prima tiene a catalogo soltanto monografie, mentre la seconda è una casa editrice sia di monografie sia di riviste accademiche.
L'Open Access Publishing in European Networks (OAPEN) è un progetto che fornisce accesso a monografie accademiche sottoposte a revisione paritaria, principalmente nelle scienze umane e nelle scienze sociali.